# Mucheln
Mucheln er en by og kommune i det nordlige Tyskland, beliggende i Amt Selent/Schlesen i den nordlige del af Kreis Plön. Kreis Plön ligger i den østlige/centrale del af delstaten Slesvig-Holsten.

## Geografi
Mucheln er beliggende omkring 18 km øst for Kiel og omkring 10 km nord for Plön i et område med mange søer. Cirka 7 km mod nord løber Bundesstraße 202 fra Kiel mod Lütjenburg og omkring 7 km mod sydøst Bundesstraße 430 fra Plön til Lütjenburg.
Ud over Mucheln, ligger landsbyerne Baumrade, Friedeburg, Hasselburg, Sellin og Tresdorf i kommunen.